# 2004년 두산 베어스 시즌
2004년 두산 베어스 시즌은 두산 베어스가 KBO 리그에 참가한 6번째 시즌으로, OB 베어스 시절까지 합하면 23번째 시즌이다. 김경문 감독이 팀을 이끈 첫 시즌이며, 안경현이 주장을 맡았다. 팀은 8팀 중 정규시즌 3위에 오르며 3년 만에 포스트시즌에 진출했다. 이후 준플레이오프에서 KIA 타이거즈를 상대로 2전 2승으로 스윕승을 거두고 플레이오프에 올라왔으나, 플레이오프에서 삼성 라이온즈에게 1승 3패로 져 최종 순위 3위로 마무리했다.

## 타이틀
- KBO 골든글러브: 홍성흔 (포수)
- 제일화재 프로야구대상 프로감독상: 김경문
- 준플레이오프 MVP: 홍성흔
- 올스타 선발: 박명환 (투수), 홍성흔 (포수), 김동주 (3루수)
- 올스타전 추천선수: 레스, 손시헌
- 컴투스프로야구 두산 베어스 베스트 라인업: 박명환 (3선발)
- 컴투스프로야구2022 타이틀홀더 라인업: 박명환 (선발투수)
- 출장(타자): 홍성흔 (133)
- 안타: 홍성흔 (165)
- 완투: 레스 (4)
- 완봉: 레스 (2)
- 다승: 레스 (17)
- 선발승: 레스 (17)
- 탈삼진: 박명환 (162)
- 평균자책점: 박명환 (2.50)
- 피안타율: 박명환 (0.224)
- 땅볼 유도: 레스 (255)
- 병살 처리: 장원진 (100)

### 퓨처스리그
- 북부리그 3루타: 방승재 (5)
- 완투: 김태구, 노경은 (1)
- 이닝: 이경민 (101.2)
- 상대한 타자 수: 이경민 (452)

## 선수단
- 선발투수 : 레스, 박명환, 이경필, 키퍼, 손혁, 김성배, 노경은
- 구원투수 : 이재영, 정성훈, 정재훈, 이재우, 차명주, 이혜천, 전병두, 김수훈
- 마무리투수 : 구자운, 권명철, 이경민, 이원희, 김무학, 김태구
- 포수 : 홍성흔, 강인권, 용덕한, 채상병
- 1루수 : 장원진, 황윤성, 홍원기
- 2루수 : 안경현, 정원석
- 유격수 : 나주환, 손시헌, 백승훈
- 3루수 : 김동주, 윤상무, 윤석민, 김재호
- 좌익수 : 최경환, 유재웅, 강봉규, 윤재국
- 중견수 : 전상렬, 방승재
- 우익수 : 이승준, 김창희, 홍마태, 임재철
- 지명타자 : 알칸트라, 문희성

## 특이 사항
- 홍성흔은 WAA 2.760을 기록해 역대 포수 단일 시즌 평균 대비 수비 승리 기여도 1위를 기록했다.
- 레스는 포스트시즌에서 16실점을 기록해 KBO 리그 역대 단일 포스트시즌 최다 실점 기록을 세웠다.
- 권명철은 KBO 리그 사상 3번째로 포스트시즌에 타석을 소화한 투수가 되었다.